# Lyndhurst (Ohio)
Lyndhurst – miasto w Stanach Zjednoczonych, w północnej części stanu Ohio, w pobliżu jeziora Erie. Liczba mieszkańców w 2000 roku wynosiła 15 333.